# 果毒箭蛙属
果毒箭蛙属（学名：Adelphobates），也称作亮彩毒蛙属，是箭毒蛙科下的一个属。

## 下属物种
本属包括以下物种：
- Adelphobates castaneoticus (Caldwell & Myers, 1990)
- Adelphobates galactonotus (Steindachner, 1864)
- Adelphobates quinquevittatus (Steindachner, 1864)

## 保育狀況
本属所有种均被列為《瀕危野生動植物種國際貿易公約》附錄二的物種，被限制出口及貿易。